# Sainte Restitute
Deux saintes Sainte Restitute ou Restitude figurent au martyrologe romain :
- Restitute d'Abitène, martyre en Afrique du Nord en 303, originaire de Teniza, fête le 17 mai.
- Restitute de Sora, martyre en Campanie en 272, appelée aussi de Sora, fête le 27 mai.

## Sainte Restitute d'Abitène
Cette sainte, vierge et martyre africaine, serait née à Teniza près de l'actuelle Bizerte en  Tunisie à la fin du IIIe siècle. Elle a été formée à l'école de l'évêque saint Cyprien de Carthage.
De février 303 à février 304 l'empereur romain Dioclétien signe quatre édits contre le christianisme et c'est le début des Persécutions de Dioclétien. Après son abdication en 305, ce sera l'empereur Galère qui continuera les persécutions qui dureront dix années. Les chrétiens doivent abjurer leur religion.
Ils sont amenés à pied, enchaînés, jusqu'à Carthage où ils subissent un interrogatoire en présence du proconsul Anulinus. Le 12 février 304, ne voulant pas renier leur religion, ils sont torturés et condamnés à mort. Sainte Restitute est vraisemblablement l'une des 14 femmes du groupe des 49 chrétiens martyrisés connus sous le nom des martyrs d'Abitène.

### Légende
Après avoir été jugée, elle est placée dans une barque remplie d'étoupe pour être brûlée vive. Sitôt arrivés en mer les bourreaux, qui étaient dans une autre barque, allument l'étoupe. Restitute se met à prier et le feu, à peine allumé, se retourne vers ses bourreaux qui meurent dans d'atroces souffrances. 
Le vent venant d'Afrique pousse l'embarcation et guidée par un ange, s'échoue sur la plage de San Montano dans l'île d'Ischia près de Naples en Italie. Une patricienne chrétienne, avertie par le signe d'un ange, court vers la plage et trouve dans la barque un corps intact. Le corps est déposé dans une sépulture et les reliques seront ensuite emmenées à Naples.

### Le culte
En 311, Galère, avant de mourir, arrête les persécutions et tolère le culte catholique. Constantin le Grand devient empereur et se convertit à la religion catholique.
La diffusion du culte de sainte Restitute en Italie est certainement liée aux persécutions perpétrées en 429 en Afrique du Nord par les Vandales sous les ordres de Genséric. Ses restes auraient été rapportés à Ischia par des chrétiens s'exilant vers l'Italie. Son culte gagna Naples où la basilique, qui fut la première cathédrale de Naples, portait son nom. Sa fête se célèbre le 17 mai.

### Le culte en France
Vers 852, le comte de Moreuil, seigneur de Picardie part à Rome pour défendre le pape Léon IV contre les menaces d'invasion des Sarrasins. En remerciement de ses services, il se voit proposer de riches présents mais il refuse ne demandant que les restes de sainte Restitute qu'il rapporte en France dans son comté. Pour se rendre dans son village de Moreuil, commune du département de la Somme, le convoi passe par le village d'Arcy et y fait halte. Là, la sainte aurait montré par des signes qu'elle voulait rester dans ce village. La châsse, qui avait été posée au sol, est devenue très lourde et les soldats ne peuvent la remettre sur le chariot. Se produisent alors deux miracles. Le premier : une fontaine jaillit. Le second : une mère portant son enfant mort-né dans ses bras passe près de la châsse ; l'enfant ressuscite et dit : « Reste ici, reste ici ». D'où, peut-être, le nom du village d'Arcy-Sainte-Restitue, commune du département de l'Aisne. Le comte laisse la châsse dans la chapelle Saint-Martin. 
En 863, Louis II de France, dit le Bègue, qui avait été sacré empereur en 850 par le pape Léon IV, ordonne que les saintes reliques soient déplacées pour échapper aux ravages des Vikings. C'est certainement le cas de sainte Restitute dont un humérus est visible dans une châsse dans l'église de Touquin, commune du département de Seine-et-Marne.

## Sainte Restitute de Sora
Les hagiographes pensent à un doublet de sainte Restitute de Teniza. Reste néanmoins un culte assuré à Sora en Italie. Sa fête est célébrée le 27 mai.

## Sources
- http://santibeati.it/search/jump
- Sainte Restitute
- Catholicisme. Encyclopédie de l'Institut catholique de Lille. Éditeur Librairie Letouzet et Ané